# 二条師良

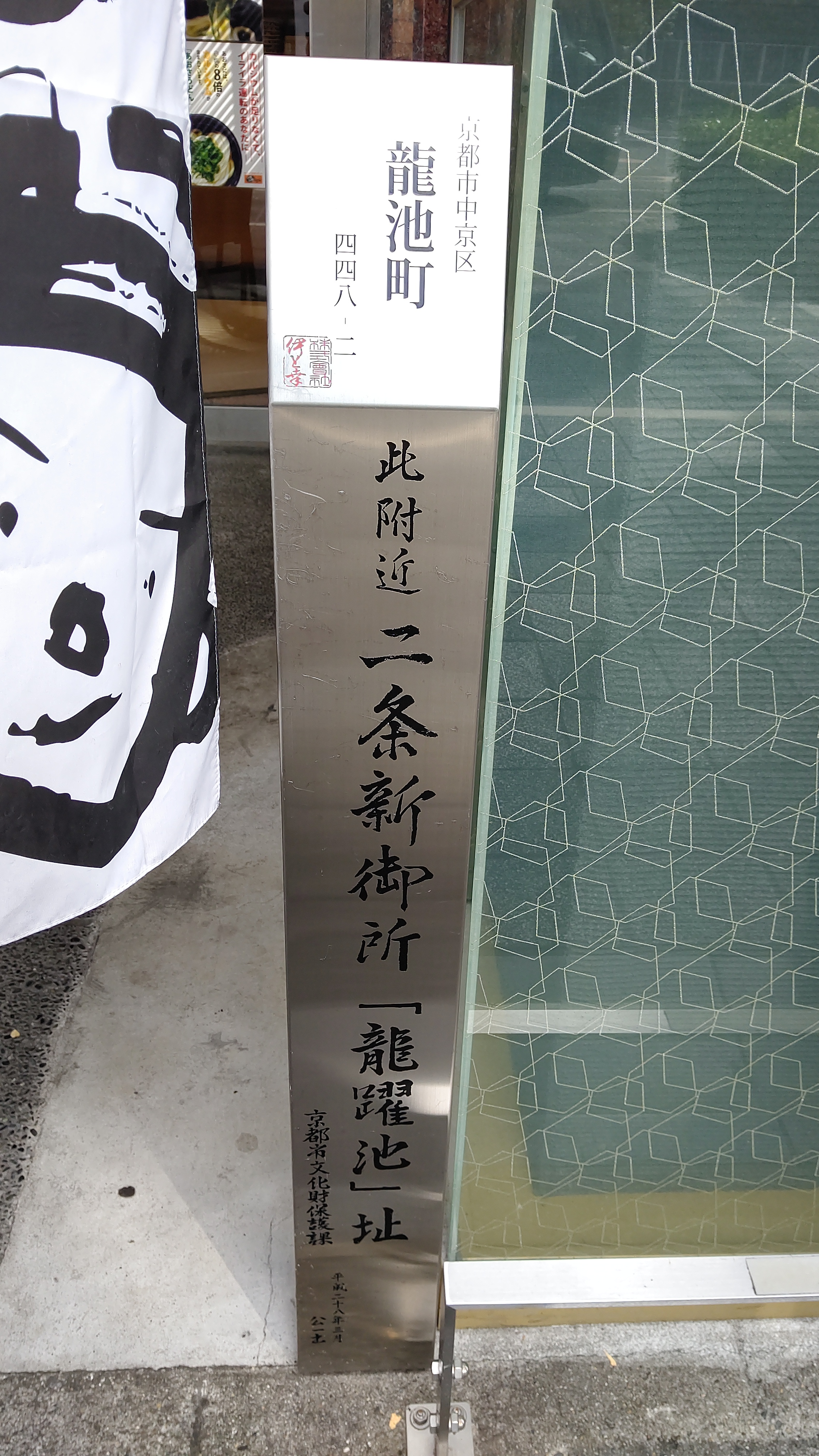
二条押小邸跡(京都府）

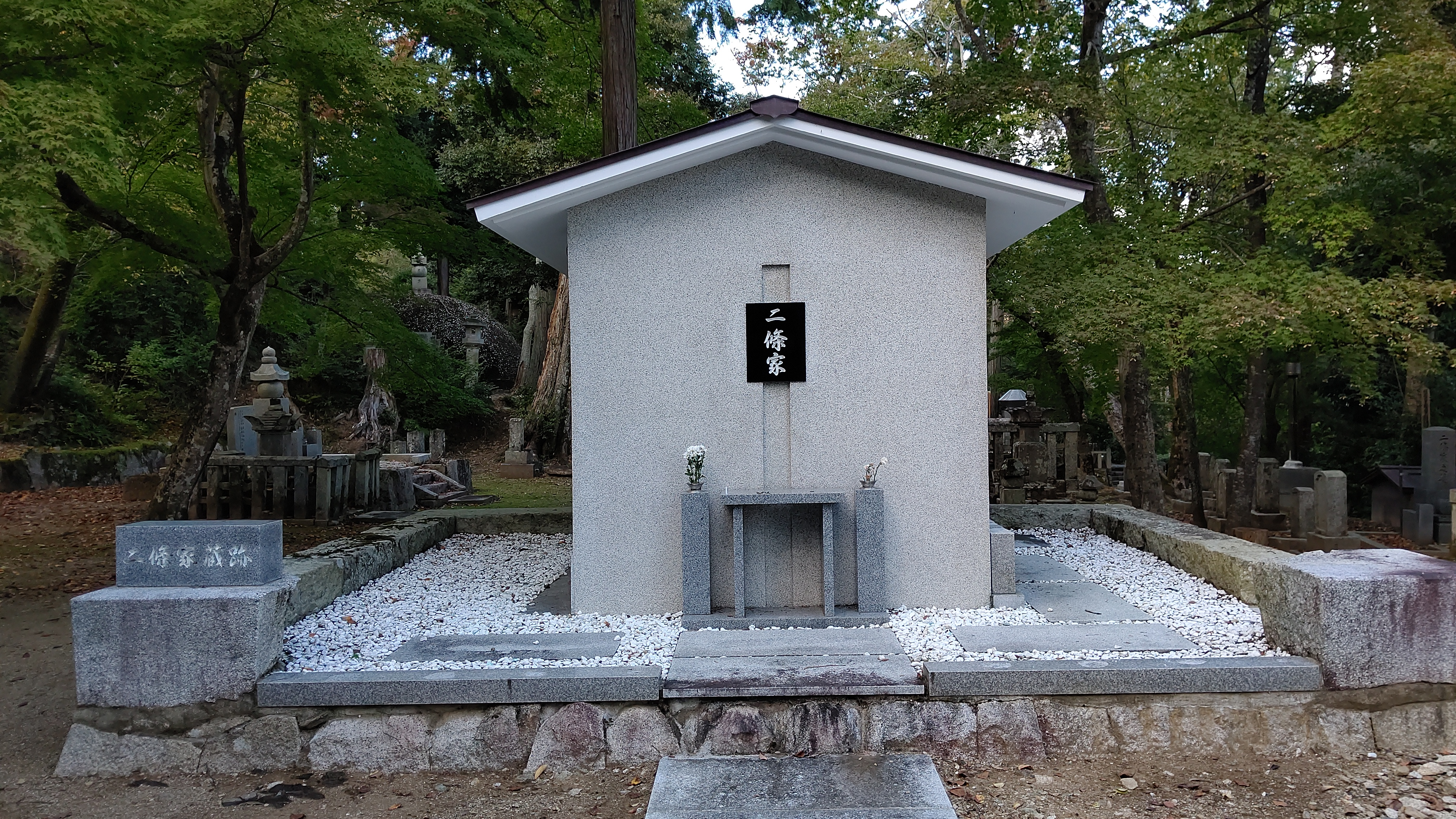
二条家墓（京都府 二尊院）

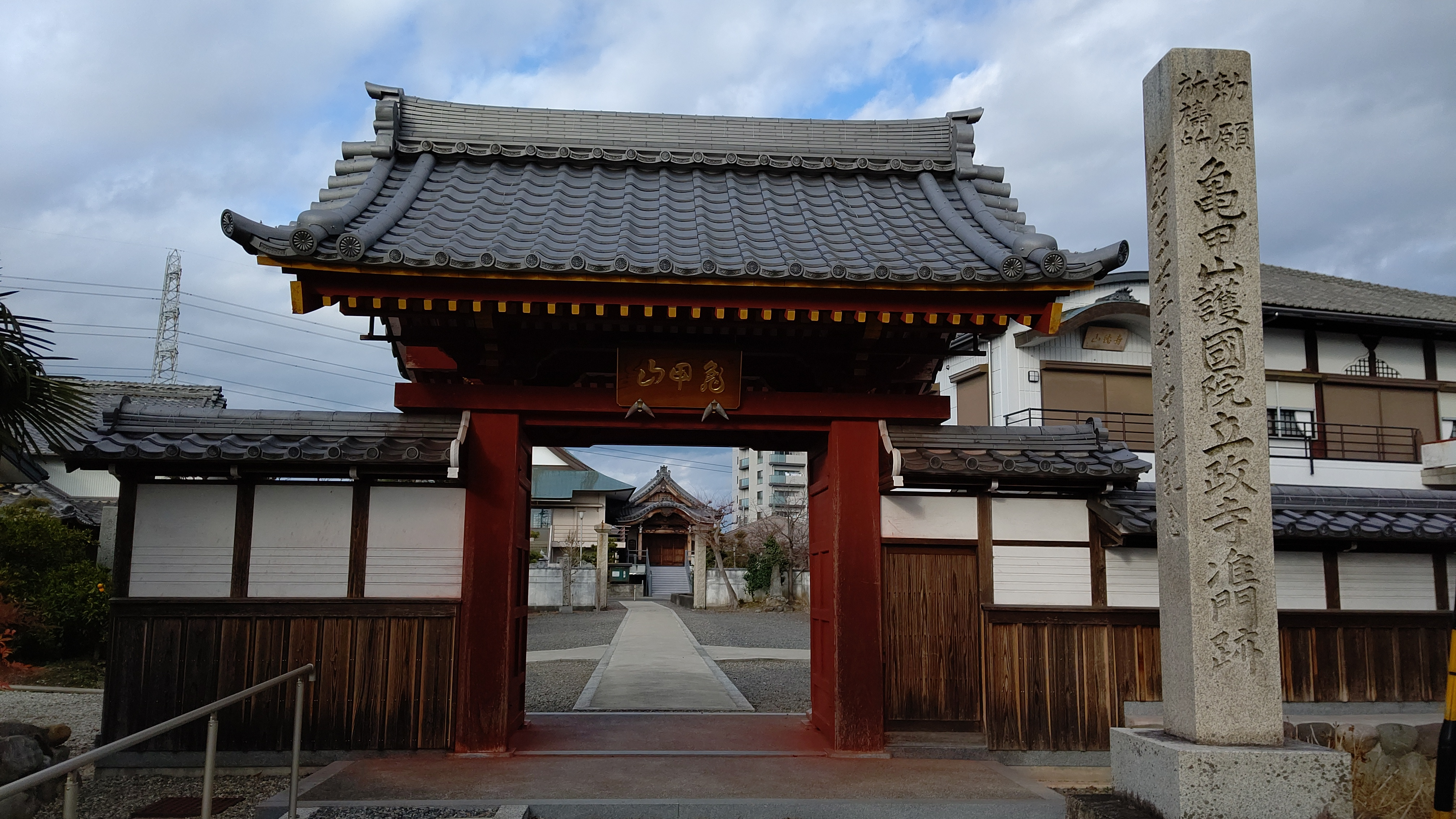
菩提所（岐阜県 立政寺）

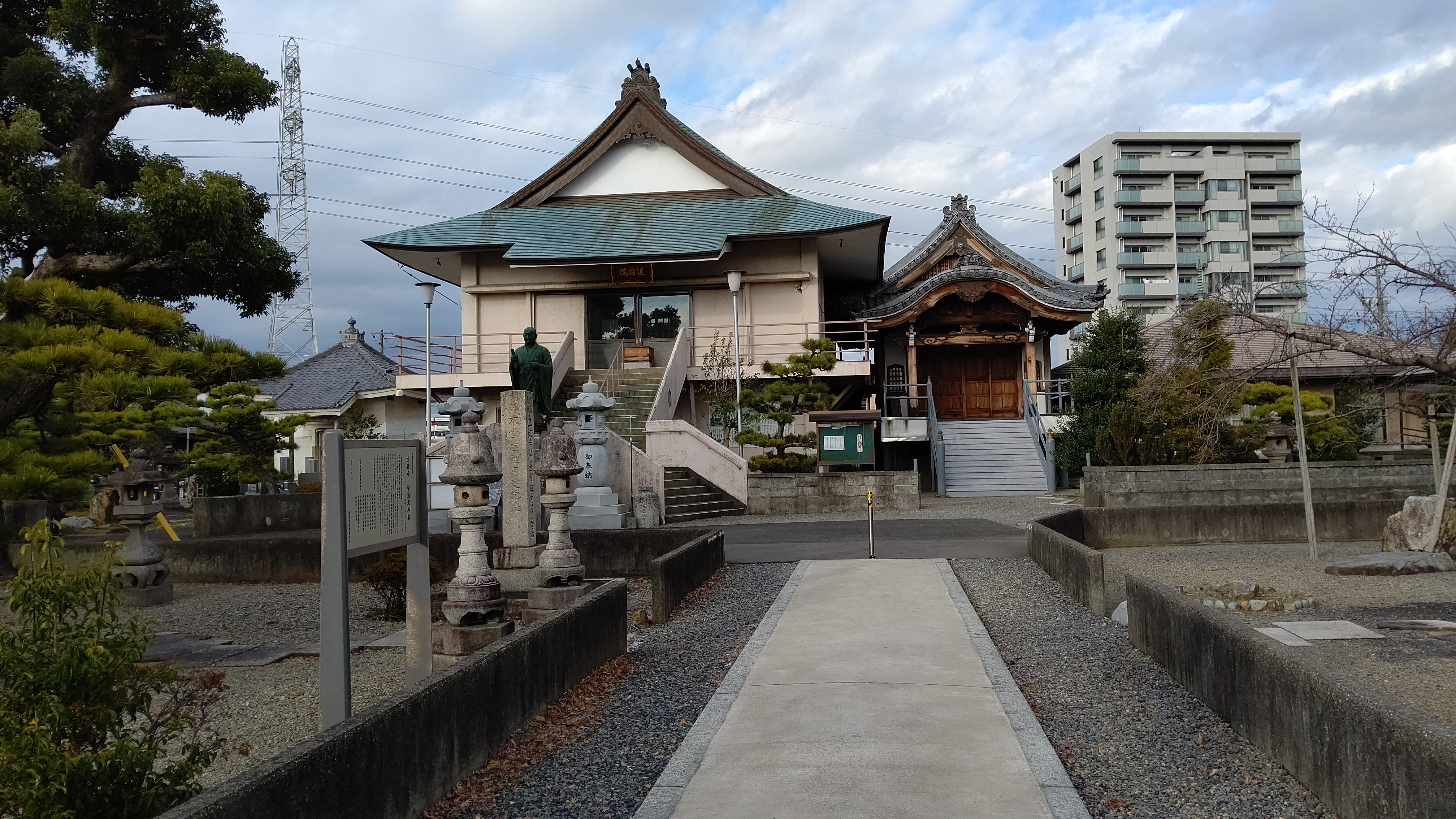
菩提所（岐阜県 立政寺）

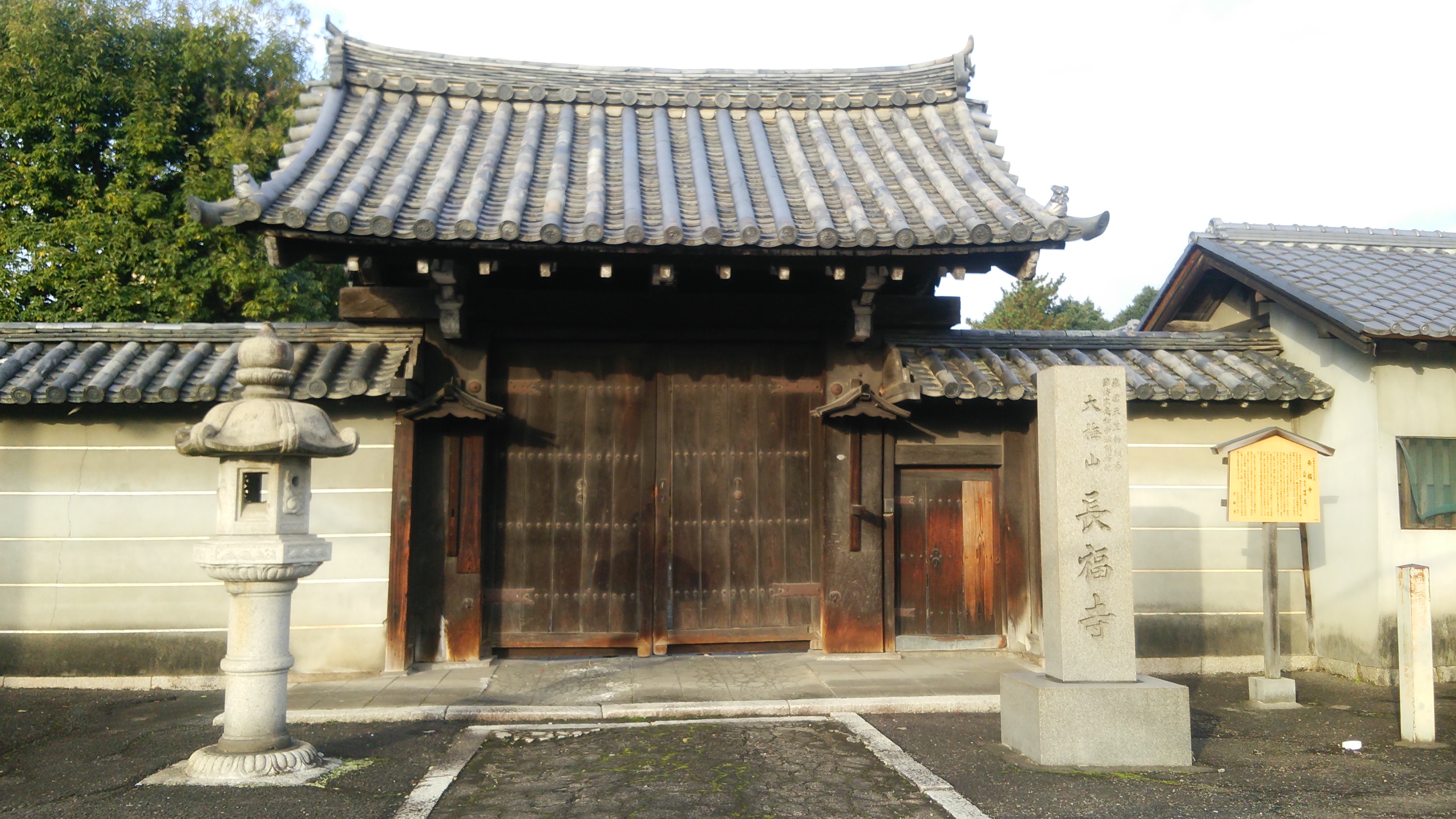
長福寺（京都府）

二条 師良（にじょう もろよし）は、南北朝時代の公卿。太政大臣・二条良基の嫡男。官位は従一位・関白、左大臣。二条家6代当主。北朝の後光厳天皇、後円融天皇の2代にわたって関白を務める。晩年に発狂した。

## 経歴

### 関白就任まで
北朝で権勢を振るった、関白・二条良基の長男として貞和元年（1345年）に誕生。貞和5年（1349年）に5歳で元服して正五位下となり、さらに1月後には従四位下・右近少将に叙せられる。摂関家の嫡子として順調に昇進し、文和3年（1354年）には従三位・権中納言に昇進する。貞治5年（1366年）には内大臣、翌年に右大臣、応安2年（1369年）25歳の時に藤氏長者・内覧となって後光厳天皇の関白に任命される。懇望したにも拘わらず、前関白鷹司冬通は直衣始もないまま関白辞任に追い込まれており、冬通が自発的に左大臣職を譲ったのではなく、良基の策謀によって師良の昇進が強引に進められたといわれている。太政大臣・久我通相も大臣職を辞し、次第に朝務は師良へと集中していった。
父・良基の陰に隠れて目立たないながらも、師良は白馬節会の内弁を見事に務めあげるなどの職務はよくこなし、異例の出仕ぶりを見せた。応安元年（1368年）には異母弟の二条師嗣と一条経嗣も共に非参議に上っており、押小路邸の泉から白龍が昇天するという、この頃の二条家の繁栄を象徴する奇瑞な出来事も起こっている。師良他良基の子息たちの異例な昇進ぶりは、良基の絶大な政治権力によって支えられていた。師良が関白に就任した応安2年（1369年）に、師嗣は師良の猶子になっている。

### 歌会参加
応安4年（1371年）9月13日に後光厳仙洞の三度御会始を行い、良基に譲られて初めて御製読師を務め、近衛道嗣ともここで初めて対面した。この頃から、歌人との交流や歌会・御詩会への参加が見られるようになる。禁裏での歌会の他に、貞治5年（1368年）には良基主催の年中行事歌合に参加。 貞治6年（1367年）には、足利義詮の求めに応じて催かれた新玉津島社歌合や宮中の中殿御会に参加。良基主催で連歌師の救済や周阿、歌人の冷泉為秀や四辻善成等が集まった連歌寄合の会 光源氏一部連歌寄合にも参加している。連歌に関しては、良基の著した連歌書『知連抄』は、奥書によれば応安7年（1374年）に関白師良の求めに応じて書かれたものとされる。勅撰和歌集へは、新拾遺和歌集に2首、新続古今和歌集に2首ほど入集している。師良自筆和歌歌懐紙は冷泉家時雨亭文庫に一紙現存している。

また「今年はや　若紫に咲きそめて　三代にこえたる　北の藤波」（「貞和百首」・『新続古今和歌集』春下・198番歌）貞和2年（1346年）年良基によって詠まれたこの歌は、「若紫」を若君師良誕生の言祝ぎ歌とする解釈と、関白として先祖越えを果たした若い良基の自祝歌とで解釈が分かれる。

### 発狂事件
応安3年（1371年）には従一位に叙せられ、この年に即位した後円融天皇の元服・加冠役を師良が務めた。光厳天皇忌の宸筆御八講も関白として参仕している。応安7年（1374年）には、父・良基が放氏となる事態とまでなった神木が3年ぶりに南都に帰座し、延引していた後円融天皇の即位大礼が執り行われた。永和元年（1375年）にかけて、良基親子はこれらの儀式に参仕している。同年に師良は左大臣・関白を辞し、この頃から歌会などへの不参が目立つようになる。
その後、永和4年（1378年）34歳の時に、師良が発狂するという事件が起こる。師良はこのところ狂気の様子が続いていたようで同年4月7日の夕刻、師良は衣カヅキの体で路上に走り出し、月輪家尹等家司達に取り押さえられた。近衛道嗣は『愚管記』にこのことを記しており、二条家外部の目撃者も多くあった。良基は息子の発狂の知らせを聞いてもそのまま平然と連歌会を続けており、近衛道嗣は良基の異常な態度を非難した。良基の叔父の大僧正良瑜が長吏をしていた常住院から祈祷の僧達も派遣されたが、激昂する師良に押し伏せられて手の付けようもなかった。師良の発狂に際して、正室・正親町三条行子も度々実家に逃げ帰っていた。
発狂の原因については、師良の狂気が先天的なものであったという説や、足利義満の成長に伴い、父良基や周囲が、家女房を母とする師良よりも、有力大名土岐頼康の娘を母とする次男二条師嗣を寵愛して精神的に追い詰めたという説など諸説ある。また、外祖父正親町三条実継が高齢となり師良の後見役としての力が衰えたこと、応安7年（1374年） 後光厳天皇が死去し、師良の正室行子の実家である正親町三条家を通じた後光厳の母陽禄門院との繋がりが不要になったことも原因の一つと考えられる。
狂気が癒えないまま、発狂事件の2年後、康暦2年（1380年）3月20日に36歳で出家する。法名は明空。その後、永徳2年（1382年）5月1日に38歳で亡くなる。号は是心院。

### 是心院
師良の号で菩提寺である「是心院」の候補地は、岐阜と京都の二か所が挙げられる。岐阜の是心院は立政寺の塔頭であり、二条家の寄進地で度々寄進が行われていた。師良が亡くなった永徳2年（1382年）に良基が祈祷を命じていることから、師良の菩提を弔ったと考える説がある。京都の是心院は立政寺の流れを汲む長福寺の塔頭であり、こちらも二条家が寄進を行っていた。長福寺是心院へは、良基の姉栄子から相続した良基息女の椿山大姉が入寺している。

## 官職歴
- 貞和5年4月24日（1349年5月11日） - 観応2年6月26日（1351年7月19日）　右近衛少将
- 観応2年6月26日（1351年7月19日） - 延文4年3月25日（1359年4月23日）　左近衛中将
- 文和3年3月28日（1354年4月21日） - 文和3年10月12日（1354年10月28日）　播磨権守
- 文和3年10月12日（1354年10月28日） - 延文4年3月25日（1359年4月23日）　権中納言
- 延文4年3月25日（1359年4月23日） - 貞治5年8月29日（1366年10月4日）　権大納言
- 貞治3年3月29日（1364年5月1日） - 貞治6年3月26日（1367年4月25日）　左近衛大将
- 貞治5年8月29日（1366年10月4日） - 貞治6年9月29日（1367年10月23日）　内大臣
- 貞治6年9月29日（1367年10月23日） - 応安3年3月16日（1370年4月12日）　右大臣
- 応安2年11月4日（1369年12月3日） - 永和元年12月27日（1376年1月18日）　関白（後光厳天皇・後円融天皇）
- 応安3年3月16日（1370年4月12日） - 永和元年11月18日（1375年12月11日）　左大臣

## 位階歴
- 貞和5年3月25日（1349年4月13日）　正五位下
- 貞和5年8月13日（1349年9月25日）　従四位下
- 貞和6年正月5日（1350年2月12日）　従四位上
- 文和2年4月23日（1353年5月26日）　従三位
- 文和5年正月6日（1356年2月7日）　正三位
- 延文3年8月11日（1358年9月14日）　従二位
- 延文5年4月16日（1360年5月1日）　正二位
- 応安4年正月5日（1371年1月22日）　従一位

## 系譜
- 父：二条良基
- 母：左衛門督局 - 家女房
- 正室：正親町三条行子 - 正親町三条実継の娘、従三位
- 生母不明の子女
  - 男子：厳叡 -（1363年‐1399まで健在） 東寺随心院、権僧正、良基の猶子
  - 男子：道豪（1365-1404） - （後改名：道順）天台座主第146世、曼殊院、竹内善法院、良基の猶子
  - 男子：桓教（1368-1424） - 天台座主第147、150世、実乗院、 岡崎准三后、良基の猶子、足利義持の護持僧
  - 男子：良順（1378-1421） - 天台座主、曼殊院、竹内善法院、良基の猶子
- 猶子
  - 男子：二条師嗣（1356-1400）- 異母弟

師良の子息は、生母不明で僧籍に入った厳叡、道豪（のちに改名して道順）、桓教、良順がいる。子息は4人とも祖父・二条良基の子ともされるが、父・師良の発狂後、祖父良基の猶子となったと考えられ、それぞれ東寺と天台宗の門跡寺院の門主となり、内3人は後に天台座主に就任している。厳叡は一条家が相承してきた真言宗の随心院に入寺した。道豪は、父存命時の永和元年（1375年）、11歳で尊道法親王から受戒しており、早くから出家が決まっていたようである。桓教は、応永11年（1404年）9月24日に兄・道豪が天台座主在任のまま40歳で死去したあとを受けて座主に就任。叔父・道意と共に足利義持の護持僧として活躍し、青蓮院義円（のちの将軍足利義教）に秘法の灌頂を授けている。応永31年（1424年）2月6日、57歳で死去。良順は桓教の後を継いで天台座主となり、応永28年（1421年）に44歳で入滅した。